# 트리노 아리스코레타
트리노 아리스코레타 세인(스페인어: Trino Arizcorreta Sein; 1902년 10월 7일, 바스크 주 산 세바스티안 ~ 사망일 미상)은 스페인의 전 축구 선수이다. 그는 1928년 하계 올림픽의 축구에 참가했다. 클럽 무대에서 그는 라 리가의 레알 소시에다드 소속으로 활약했다.